# Peter Priskil
Peter Priskil (* 1955) ist ein deutscher Autor. Priskil war als Lektor und Übersetzer mit den Schwerpunkten Mediävistik und paläolithische Kunst tätig.
Priskil trat in jüngerer Zeit als Gesprächspartner im Format Compact TV des Compact-Magazins auf, das vom Bundesamt für Verfassungsschutz als gesichert rechtsextrem eingestuft wird. Im März 2023 trat er gemeinsam den AfD-Politikern Karsten Hilse und Robert Farle auf und diskutierte über den Russisch-Ukrainischen Krieg.

## Schriften
Als Autor:
- Salman Rushdie. Portrait eines Dichters. Freiburg/Br.: Ahriman 1989 ISBN 978-3-922774-28-0.
- Taslima Nasrin. Ein Mordaufruf und seine Hintergründe. Freiburg/Br.: Ahriman 1994 ISBN 978-3-89484-402-8.
- Freuds Schlüssel zur Dichtung. Drei Beispiele: Rilke, Lovecraft, Bernd. Freiburg/Br.: Ahriman 1996 ISBN 978-3-89484-807-1.
- Die Karmaten oder: Was arabische Kaufleute und Handwerker schon vor über 1000 Jahren wußten: Religion muß nicht sein. Freiburg/Br.: Ahriman 2007; ISBN 978-3-89484-606-0.
- Der Kalte Krieg. Wie der Mono-Imperialismus in die Welt kam. Freiburg/Br.: Ahriman 2013 ISBN 978-3-89484-822-4.
- Der verdrängte Humanismus Freiburg/Br.: Ahriman 2019 ISBN 978-3-89484-836-1.
- Zwölf Humanisten. "Der Verdrängte Humanismus" II. Band. Freiburg/Br.: Ahriman 2022 ISBN 978-3-89484-844-6.

Als Co-Autor oder Übersetzer und Herausgeber:
- Kriegsverbrechen der Amerikaner und ihrer Vasallen gegen den Irak und 6000 Jahre Menschheitsgeschichte. (mit Beate Mittmann) Freiburg/Br.: Ahriman 2002 (4. Aufl.) ISBN 978-3-922774-68-6.
- Jacques-René Hébert »Den Papst an die Laterne, die Pfaffen in die Klapse!« Schriften zu Kirche und Religion (1790–1794). Freiburg/Br.: Ahriman 2003 ISBN 978-3-89484-600-8.
- Joris-Karl Huysmans. Jenseits des Bösen/Peter Priskil. Joris-Karl Huysmans – Avantgardist und schräger Heiliger. Freiburg/Br.: Ahriman 2008 ISBN 978-3-89484-900-9
- Paul Verlaine. Meine Gefängnisse. Meine Erinnerungen an die Commune/Peter Priskil. Paul Verlaine – der verruchte Dichter. Freiburg/Br.: Ahriman 2009 ISBN 978-3-89484-901-6
- Srebrenica wie es wirklich war. Unterdrückte Tatsachen über die an Serben begangenen Massaker 1992–1995. (mit Alexander Dorin und Zoran Jovanović) Freiburg/Br.: Ahriman 2012 ISBN 978-3-89484-820-0
- Der unbekannte Mark Twain. Schriften gegen den Imperialismus. Freiburg/Br.: Ahriman 2014 ISBN 978-3-89484-902-3
- William Hazlitt. Liber Amoris/Peter Priskil. Ein früher Fall Polanski. Freiburg/Br.: Ahriman 2016 ISBN 978-3-89484-903-0
- Kronstadt. Texte von Lenin, Trotzki u. a. Freiburg/Br.: Ahriman 2016 ISBN 978-3-89484-830-9
- Der verdrängte Surrealismus. Texte zu Breton, de Chirico, Duchamp, Ernst u. v. a. (mit Fritz Erik Hoevels) Freiburg/Br.: Ahriman 2018 ISBN 978-3-89484-904-7